# Spullerbach
Der Spullerbach ist der rechtsseitige Quellfluss des Lechs. Er entspringt unterhalb des Spullersees in den Lechtaler Alpen. Der Spullerbach ist etwa 5,4 Kilometer lang und vereinigt sich wenige Kilometer vor dem Ort Lech in Vorarlberg mit dem Formarinbach und bildet mit ihm gemeinsam den Lech.